# Сен-Лу-Нантуар
Сен-Лу-Нантуа́р (фр. Saint-Loup-Nantouard) — коммуна во Франции, находится в регионе Франш-Конте. Департамент — Верхняя Сона. Входит в состав кантона Гре. Округ коммуны — Везуль.
Код INSEE коммуны — 70466.

## География
Коммуна расположена приблизительно в 300 км к юго-востоку от Парижа, в 31 км северо-западнее Безансона, в 39 км к юго-западу от Везуля.
На севере коммуны протекает река Морт.

## Население
Население коммуны на 2010 год составляло 112 человек.
| 1962 | 1968 | 1975 | 1982 | 1990 | 1999 | 2010 |
| ---- | ---- | ---- | ---- | ---- | ---- | ---- |
| 126  | 132  | 105  | 128  | 124  | 118  | 112  |

## Администрация
| Период | Период | Фамилия       | Партия | Примечания |
| ------ | ------ | ------------- | ------ | ---------- |
| 2001   | 2008   | Мишель Беррёр |        |            |
| 2008   | 2014   | Ален Шапюи    |        |            |

## Экономика

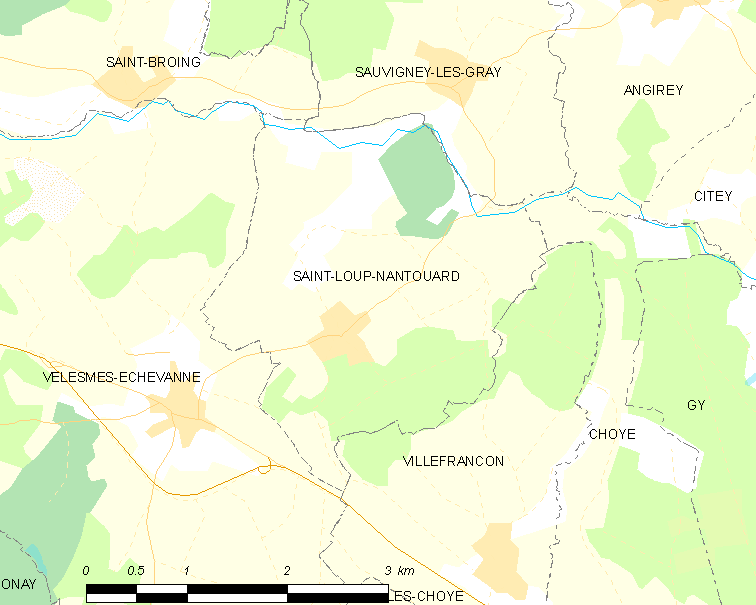
Карта коммуны

В 2010 году среди 72 человек трудоспособного возраста (15—64 лет) 57 были экономически активными, 15 — неактивными (показатель активности — 79,2 %, в 1999 году было 69,6 %). Из 57 активных жителей работали 53 человека (28 мужчин и 25 женщин), безработных было 4 (3 мужчин и 1 женщина). Среди 15 неактивных 1 человек был учеником или студентом, 12 — пенсионерами, 2 были неактивными по другим причинам.